# Batalha de Sardarabade
A Batalha de Sardarabade (em armênio: Սարդարապատի ճակատամարտ; romaniz.: Sardarapati chakatamart, em turco: Serdarabad Muharebesi) foi uma batalha da campanha do Cáucaso da Primeira Guerra Mundial que ocorreu perto de Sardarabade, Armênia, de 21 a 29 de maio 1918, entre as unidades militares armênias regulares e a milícia de um lado e o exército otomano que invadiu a Armênia Oriental do outro. Como Sardarabade fica a aproximadamente 40 quilômetros (25 milhas) a oeste da capital Erevã, a batalha não só interrompeu o avanço otomano no resto da Armênia, mas também evitou a destruição completa da nação armênia. Nas palavras de Christopher J. Walker, se os armênios tivessem perdido esta batalha, "é perfeitamente possível que a palavra Armênia passasse a denotar apenas um antigo termo geográfico".

## Resultado
Com as forças otomanas em plena derrota, o general Silikyan desejava aproveitar sua vantagem na esperança de desalojar os otomanos de Alexandropol e Cars. Mas, quase imediatamente, ele foi informado das negociações em andamento entre a liderança otomana e o Conselho Nacional Armênio em Tiblissi e foi informado pelo comandante do corpo Tovmas Nazarbekian para cessar as operações militares na região. Embora os membros do Conselho Nacional tenham sido amplamente criticados por emitir essa ordem na época, essa decisão foi executada porque os estoques de munição estavam praticamente esgotados e os comandantes otomanos receberam novos reforços.
A Batalha de Sardarabade de nove dias terminou com a vitória total da Armênia, como resultado da qual o rival foi jogado para trás 50-65 km e a ameaça imediata a Yerevan foi eliminada. A vitória desempenhou um papel importante no fracasso parcial da invasão turca da Armênia Oriental, bem como na garantia de uma contraofensiva vitoriosa em Baxe-Aparã e na resistência heroica em Caraquilisa. A Batalha de Sardarabade salvou os habitantes locais e refugiados armênios ocidentais de um massacre iminente. A vitória garantida a um grande custo também contribuiu para o fortalecimento do papel das organizações políticas e sociais baseadas em Yerevan, bem como das autoridades locais e figuras importantes. Na verdade, esse triunfo lançou as bases para o estabelecimento de uma Armênia recém-independente.
As derrotas otomanas em Sardarabade, Baxe-Aparã e Caraquilisa impediram a aniquilação da nação armênia, e as vitórias aqui foram fundamentais para permitir que o Conselho Nacional Armênio declarasse a independência da Primeira República da Armênia em 30 de maio (retroativo a 28 de maio). Embora os termos que a Armênia concordou no Tratado de Batumi (4 de junho de 1918) fossem excessivamente duros, a pequena república conseguiu resistir até que os otomanos foram forçados a se retirar da região com o fim da Primeira Guerra Mundial no final de 1918.